# Jhon Mosquera (ur. 1992)
Jhon César Mosquera Rivas (ur. 26 stycznia 1992 w Zarzalu) – kolumbijski piłkarz występujący na pozycji ofensywnego pomocnika lub skrzydłowego w klubie Futuro Kings z Gwinei Równikowej.
W swojej karierze występował również w Rionegro Águilas, Jaguares de Córdoba, Serrato Pacasmayo, Sport Loreto, Sport Boys Association oraz Universitario de Coclé.